# Biserica „Sfântul Nicolae”-Tabaci din Vălenii de Munte
Biserica „Sfântul Nicolae”-Tabaci din Vălenii de Munte este un ansamblu de monumente istorice aflat pe teritoriul orașului Vălenii de Munte.

Ansamblul este format din trei monumente:
- Biserica „Sf. Nicolae”-Tabaci (cod LMI PH-II-m-A-16837.01)
- Turn clopotniță (cod LMI PH-II-m-A-16837.02)
- Zid de incintă (cod LMI PH-II-m-A-16837.03)